# Аушеу
Аушеу (рум. Aușeu) — село у повіті Біхор в Румунії. Адміністративний центр комуни Аушеу.
Село розташоване на відстані 401 км на північний захід від Бухареста, 43 км на схід від Ораді, 88 км на захід від Клуж-Напоки.

## Населення
За даними перепису населення 2002 року у селі проживали 524 особи.
Національний склад населення села:
| Національність | Кількість осіб | Відсоток |
| -------------- | -------------- | -------- |
| румуни         | 498            | 95,0%    |
| цигани         | 12             | 2,3%     |
| словаки        | 12             | 2,3%     |

Рідною мовою назвали:
| Мова      | Кількість осіб | Відсоток |
| --------- | -------------- | -------- |
| румунська | 497            | 94,8%    |
| циганська | 12             | 2,3%     |
| словацька | 12             | 2,3%     |